# آرکید (ترانه)
«آرکید» (به انگلیسی: Arcade) ترانه‌ای از هنرمند اهل هلند دانکن لورنس است که برنده مسابقه آواز یوروویژن شده‌است.